# Porto Sant'Elpidio
Porto Sant'Elpidio és un municipi italià, situat a la regió de les Marques i a la província de Fermo. L'any 2006 tenia 24.376 habitants.